# Aeroporto Municipal Presidente João Figueiredo
O Aeroporto Municipal Presidente João Figueiredo é um aeroporto localizado na cidade de Sinop, Mato Grosso, sendo o maior aeroporto em movimento de passageiros de Mato Grosso (atrás do Aeroporto Internacional Marechal Rondon), possuindo uma pista com 1.630 metros de comprimento e 30 de largura. Está localizado à 13,4 km do centro da cidade.

## Auxílios à navegação aérea
EPTA (Estação Prestadora de Serviço de Telecomunicações e de Tráfego Aéreo), compreendendo
- Comunicação: Rádio AFIS frequência 130.175 MHz;
- Operação: VFR (Regras de voo visual) e IFR (Regras de voo por instrumentos)
- Auxílios visuais: PAPI cabeceiras 03 e 21;
- Meteorologia: Estação meteorológica de superfície.

## Características
- Administrado pela Centro-Oeste Airports
- Operação: VFR (Regras de voo visual) e IFR (Regras de voo por instrumentos)
- Latitude: 11º53'06 S
- Longitude: 55º35'10 W
- Elevação: 374 m (1227 ft)
- Piso: A
- Resistência:	36/F/C/X/T
- Sinalização: S
- Pista com balizamento noturno
- L14 - Luzes ao longo das laterais da pista; L15 - Luzes de pista de táxi indicando sua trajetória;

L21 – Farol rotativo de aeródromo; L26 – Indicador de direção de vento iluminado
- Companhias aéreas: Azul e Gol
- Distância do centro da cidade: 13,4 km.
- Pista: 1630 x 30 m
- Contato: Via Nino Gianotte - s/n Sinop -
- Fone : Azul Linhas Aéreas: (66) 3532-5519 Horário de atendimento 06:00 as 16:00
- Fone : JKS Lubrificantes e Combustíveis para Aviação Ltda: (66) 3532-2086 - (66) 99209-4078 Horário de atendimento 24 hs Abastece AVGÁS / QAV-1 e Lubrificantes linha Shell

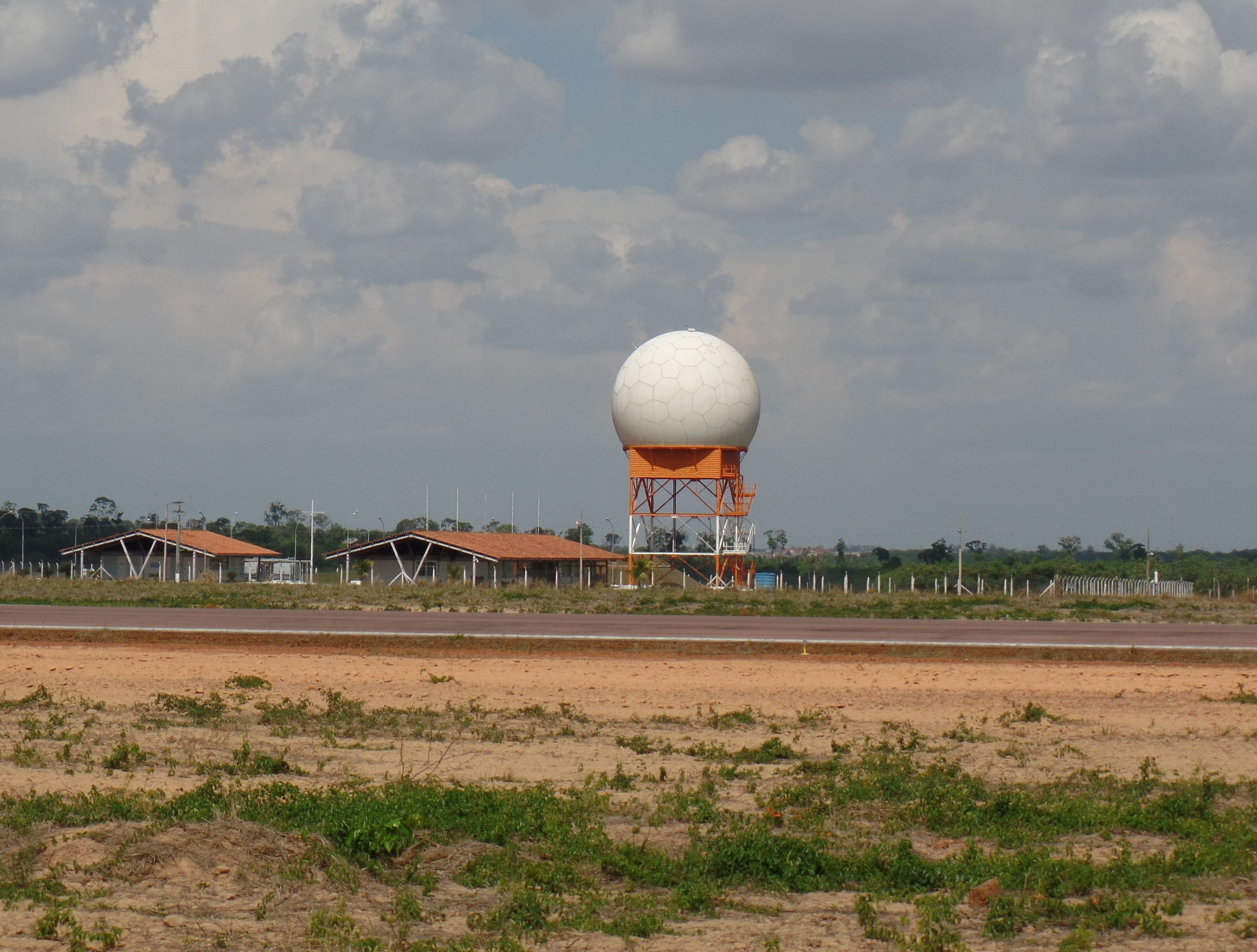
Radar operado pelo DTCEA-SI

## Destacamento de controle do espaço aéreo de Sinop (DTCEA-SI)
Nas dependências do aeroporto funciona um dos destacamentos de controle do espaço aéreo do Comando da Aeronáutica responsáveis pelo monitoramento do Espaço aéreo brasileiro, o DTCEA-SI.
Histórico
O DTCEA-SI (Destacamento de Controle do Espaço Aéreo de SINOP) foi criado pela Portaria 728/GC3, de 11 de novembro de 1999, com a designação de DPVDT 45 (Destacamento de Proteção ao Voo e Detecção 45). Posteriormente teve sua designação alterada pela Portaria 183/GC3, de 27 de fevereiro de 2003, para DTCEA-SI. O Destacamento é uma Unidade de Vigilância, e tem como objetivo assessorar o Primeiro Centro Integrado de Defesa Aérea e Controle do Tráfego Aéreo – CINDACTA I de Brasília no controle e defesa do espaço aéreo na sua área de abrangência. Em 28 de agosto de 2003, o Radar Transportável Tridimensional Lockheed MartinTPS-B34 foi homologado e efetivado operacionalmente. Em 2012 o radar transportável Tridimensional Lockheed Martin TPS-B34 foi substituído por um Radar Primário Banda L de Vigilância do Espaço Aéreo em Rota, da Thales Group, Omnisys LP23SST NG.
Em 2022 uma estação de rádio VHF foi instalada, operando nas frequências 126.450 MHz e 123.350 MHz (SETOR 6), melhorando a comunicação dos pilotos com os Controladores de tráfego aéreo no CINDACTA IV em Manaus.